# Jazwin (obwód homelski)
Jazwin (błr. Язвін, ros. Язвин, hist. Jaźwin) – wieś na Białorusi, w rejonie swietłahorskim obwodu homelskiego, około 20 km na zachód od Swietłahorska
Wieś jest opisana w III tomie Słownika geograficznego Królestwa Polskiego, gdzie napisano o niej: wieś poleska, w południowym głuchym krańcu powiatu bobrujskiego. W 1870 roku należała do parafii Parycze. W 1897 roku istniała w niej kaplica i karczma. W 1917 roku wieś liczyła 332 mieszkańców. W 1921 roku otwarto tu szkołę. W 1929 roku uruchomiono kołchoz. W czasie II wojny światowej wieś została spalona. W czasie bitwy o tę wieś zginęło 1043 radzieckich żołnierzy. Są pochowani w zbiorowym grobie na cmentarzu.
Do końca 2009 roku wieś należała do sielsowietu poleskiego.